# Михаленко, Константин Фомич
Михаленко Константин Фомич (26 февраля 1920, Москва — 4 декабря 2011, Москва) — советский лётчик, участник Великой Отечественной войны, Герой Советского Союза, писатель. Капитан запаса (17.06.1968).

## Биография
Константин Фомич Михаленко родился 26 февраля 1920 года в Москве. Русский. С 1922 года жил в Гомеле, где и пошёл в школу. С отличием окончил 10 классов и «Гомельский аэроклуб ОСОАВИАХИМа». Поступил в Белорусский медицинский институт.
В 1940 году назначен санинструктором разведвзвода и в составе лыжного батальона, сформированного из студентов минских ВУЗов, направлен на советско-финскую войну. По окончании войны вернулся в Минск, продолжил обучение в мединституте и окончил 3-й курс.
После успешного выступления на городских соревнованиях по планерному спорту направлен на обучение в Харьковскую военную авиационную школу лётчиков и лётчиков-наблюдателей.
Сразу по окончании авиационной школы в 1941 году направлен на фронт. Первые боевые вылеты совершил в качестве штурмана самолёта По-2. Большие потери среди лётчиков вынудили командование полка обратиться к Константину Михаленко с предложением стать лётчиком. Он согласился. Участник битвы под Москвой, под Сталинградом, Курского сражения, Белорусской, Висло-Одерской, Берлинской операций.
За годы Великой Отечественной войны на самолёте По-2 выполнил 997 боевых вылетов на разведку, нанесение бомбовых ударов по немецким войскам, для снабжения продовольствием и боеприпасами окружённых войск, эвакуацию раненых, заброску разведывательно-диверсионных групп в тыл противника.
К концу войны гвардии старший лейтенант Михаленко — командир звена 45-го гвардейского ночного бомбардировочного Варшавского Краснознамённого ордена Суворова 3-й степени авиационного полка (9-я гвардейская ночная бомбардировочная Сталинградско-Речицкая Краснознамённая ордена Суворова авиационная дивизия, 16-я воздушная армия, 1-й Белорусский фронт).
Указом Президиума Верховного Совета СССР от 15 мая 1946 года за образцовое выполнение боевых заданий командования на фронте борьбы с немецко-фашистскими захватчиками и проявленные при этом мужество и героизм гвардии старшему лейтенанту Михаленко Константину Фомичу присвоено звание Героя Советского Союза.
После увольнения в запас в 1946 году продолжил лётную деятельность в полярной авиации. Выполнял полёты на разведку ледовой обстановки, снабжению и эвакуацию экипажей арктических станций. Всего за годы работы в полярной авиации налетал более 23 тысяч часов. Удостоен звания «Почётный полярник СССР».
Юлиан Семёнов в своём очерке о полярниках писал: 
О Михаленко хочется рассказать побольше. Круг его интересов радует завидным многообразием. Он пишет сценарии, снимает и монтирует фильмы о ледовой разведке для Центрального телевидения. Свои рассказы о фронте, любви, зимовке в Антарктиде сам иллюстрирует. В полет на Северный полюс он отправляется с авоськой, в которой лежат альбом, краски, растворимый кофе и книги…

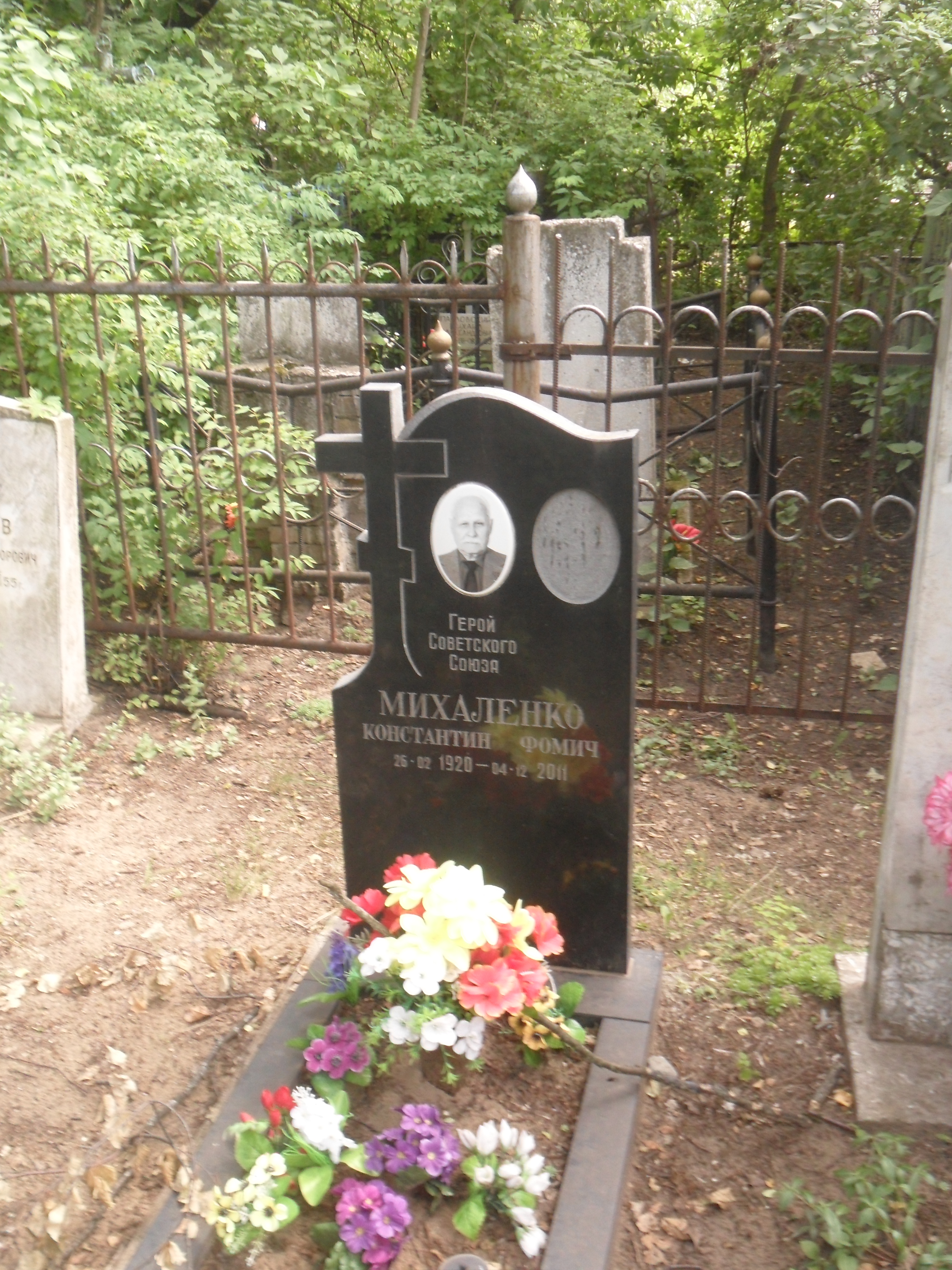
Могила Михаленко на Быковском кладбище Жуковского.

С 1973 года в научно-исследовательском институте. Жил в Москве. Увлекается живописью. В 2007 году префектурой Южного административного округа Москвы была организована выставка его работ, посвящённых Арктике и Антарктике. Выставка персональных работ Михаленко состоялась в 2015 году, после его смерти, в Выставочном зале Союза художников России. Умер 4 декабря 2011 года, похоронен на Быковском кладбище Жуковского.

## Награды
- Медаль «Золотая Звезда» Героя Советского Союза № 8965
- Орден Ленина
- Три ордена Красного Знамени
- Два ордена Отечественной войны I степени
- Орден «Знак Почёта»
- Медали

## Память
- В фондах Гомельского областного музея военной славы представлена коллекция живописных работ известного советского лётчика, участника Великой Отечественной войны, Героя Советского Союза, участника освобождения Гомеля и Гомельщины, Почетного полярника СССР — Михаленко Константина Фомича. В музее хранится около 70 работ автора, среди которых представлены этюды, полотна, выполненные в технике акварель и живопись масляная[4].
- Стела в честь К. Ф. Михаленко установлена на Аллее Героев в Гомеле (ул. Советская)[5][6].

## Сочинения
- Служу небу. — Минск, 1973.
- Небо стоит верности. — М.: Детская литература, 1981.
- Михаленко К. Ф. [militera.lib.ru/memo/russian/mihalenko_kf2/index.html 1000 ночных вылетов]. — М.: Эксмо, Яуза, 2008. — 320 с. — (Война и мы. Окопная правда). — 4000 экз. — ISBN 978–5–699–25270–1.